# 尤諾拉 (阿拉巴馬州)
尤諾拉（英語：Eunola）是一個位於美國阿拉巴馬州傑尼瓦縣的非建制地區和人口普查指定地區。根據2010年美國人口普查，該地人口為243人。

## 地理
尤諾拉的座標為31°02′20″N 85°50′43″W / 31.038766°N 85.845415°W，而該地最高點為海拔高度42米（即138英尺）。